# 정섭
정섭(鄭燮, 1693-1765년)은 중국 청나라 중기의 문인·화가이다. 자는 극유(克柔), 호는 판교(板橋)이다.
장쑤성 흥화(興化) 사람. 건륭시대의 진사로서 현지사가 되었으나, 사직 후 양주(揚州)에서 서화를 팔아 생활했다. 서(書)는 예(隸)·해(楷)·행(行) 3체를 다했고, 그림은 난죽(蘭竹)을 그려 유명하다. 시는 전통에 매이지 않고 자유로이 개성을 발휘했다. 그의 작품으로 <판교집(板橋集)>이 있다.